# Skiflug-Weltmeisterschaft

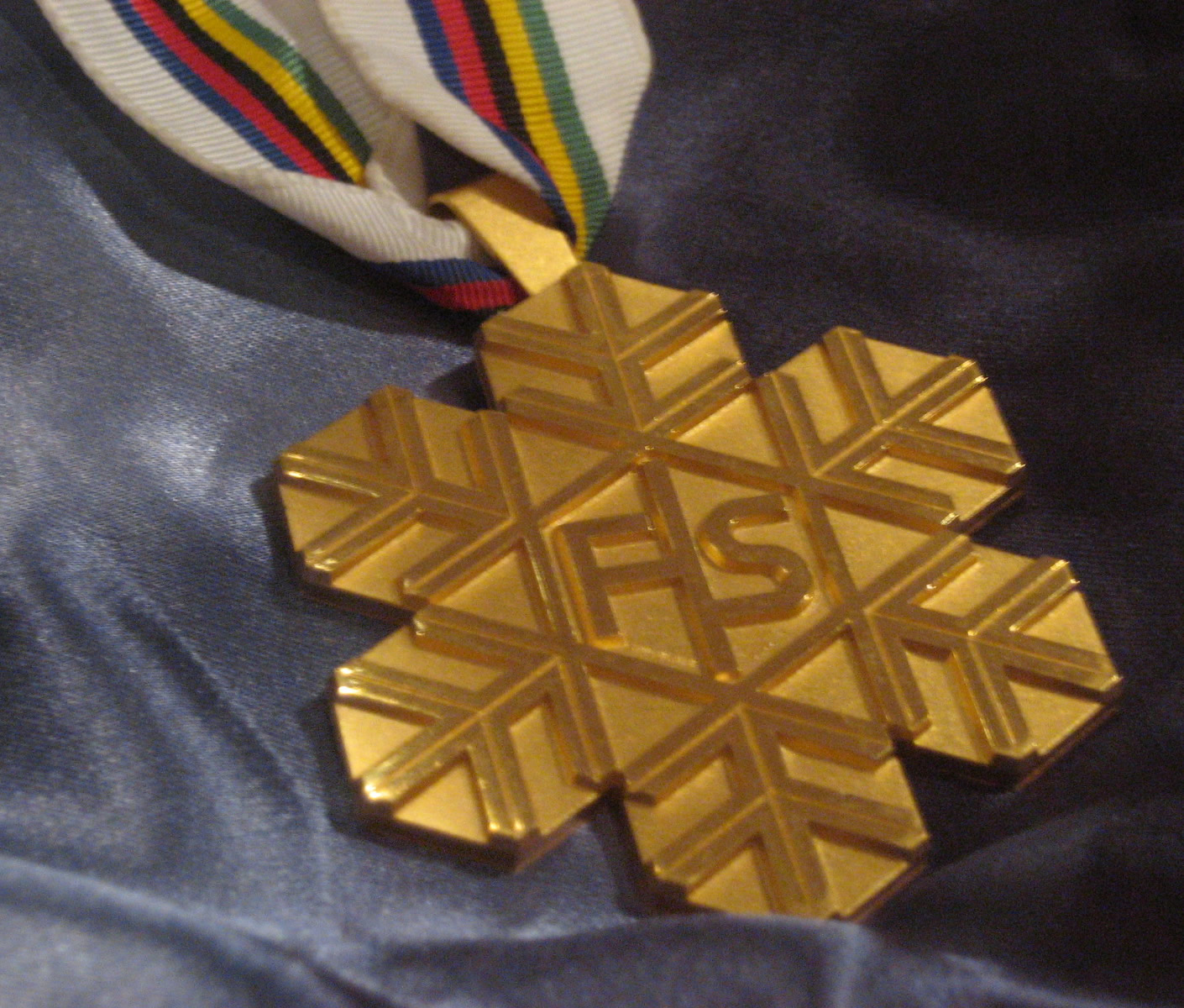
Goldmedaille der FIS

Die Weltmeisterschaft im Skifliegen wird in einem zweijährlichen Rhythmus durchgeführt (in geraden Jahren), abwechselnd mit den Nordischen Skiweltmeisterschaften (in ungeraden Jahren). Die erste Skiflug-WM fand 1972 in Planica statt. Seit 2004 wird neben dem Einzelwettkampf auch ein Teamwettbewerb ausgetragen.

## Skiflug-Schanzen
Weltweit gibt es derzeit vier funktionstüchtige Skiflugschanzen.
| Ort        | Schanze                      | Hillsize |
| ---------- | ---------------------------- | -------- |
| Oberstdorf | Heini-Klopfer-Skiflugschanze | HS235    |
| Planica    | Letalnica                    | HS240    |
| Tauplitz   | Kulm                         | HS235    |
| Vikersund  | Vikersundbakken              | HS240    |

Die Schanzen hatten sich zusammen mit der Čerťák-Flugschanze im tschechischen Harrachov seit 1983 für die Ausrichtung der Skiflug-Weltmeisterschaft in einer festen Rotation abgewechselt. Auf der sechsten Flugschanze, der mittlerweile völlig veralteten und stillgelegten Copper Peak in Ironwood, USA, wurde niemals eine Weltmeisterschaft ausgetragen.
Nachdem die Schanze in Vikersund, auf der nach der Rotation die WM 2010 stattfinden sollte, nicht mehr den Anforderungen der FIS entsprach, wurde diese umgebaut und Planica für die WM 2010 vorgezogen, erst die Titelkämpfe 2012 fanden in Vikersund statt. Seit der WM 2014 in Harrachov galt wieder die festgelegte Reihenfolge. Nach diesen Titelkämpfen musste die Čerťák-Flugschanze allerdings stillgelegt werden, sodass Harrachov aus der Rotation herausfiel.

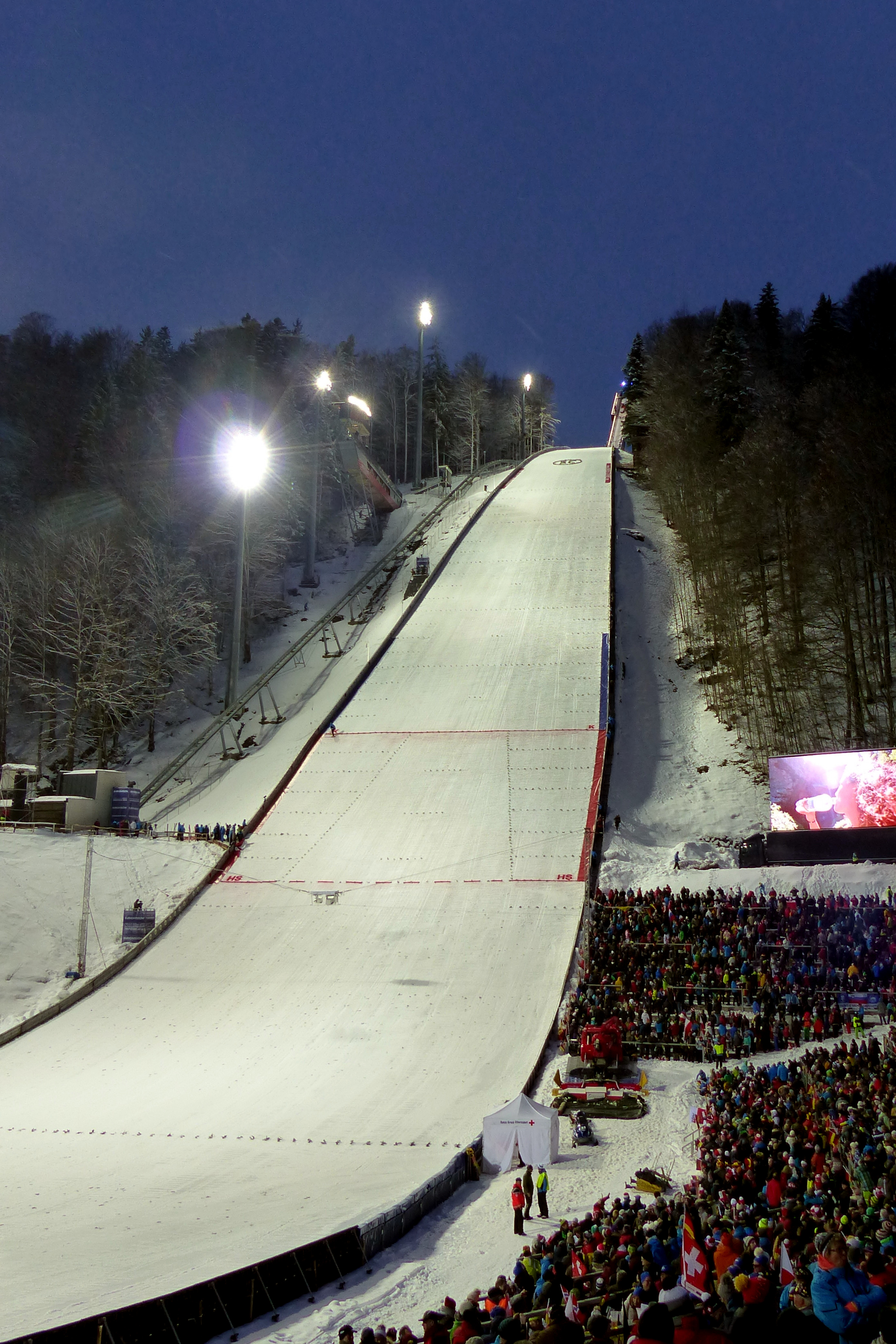
Die Heini-Klopfer-Skiflugschanze in Oberstdorf
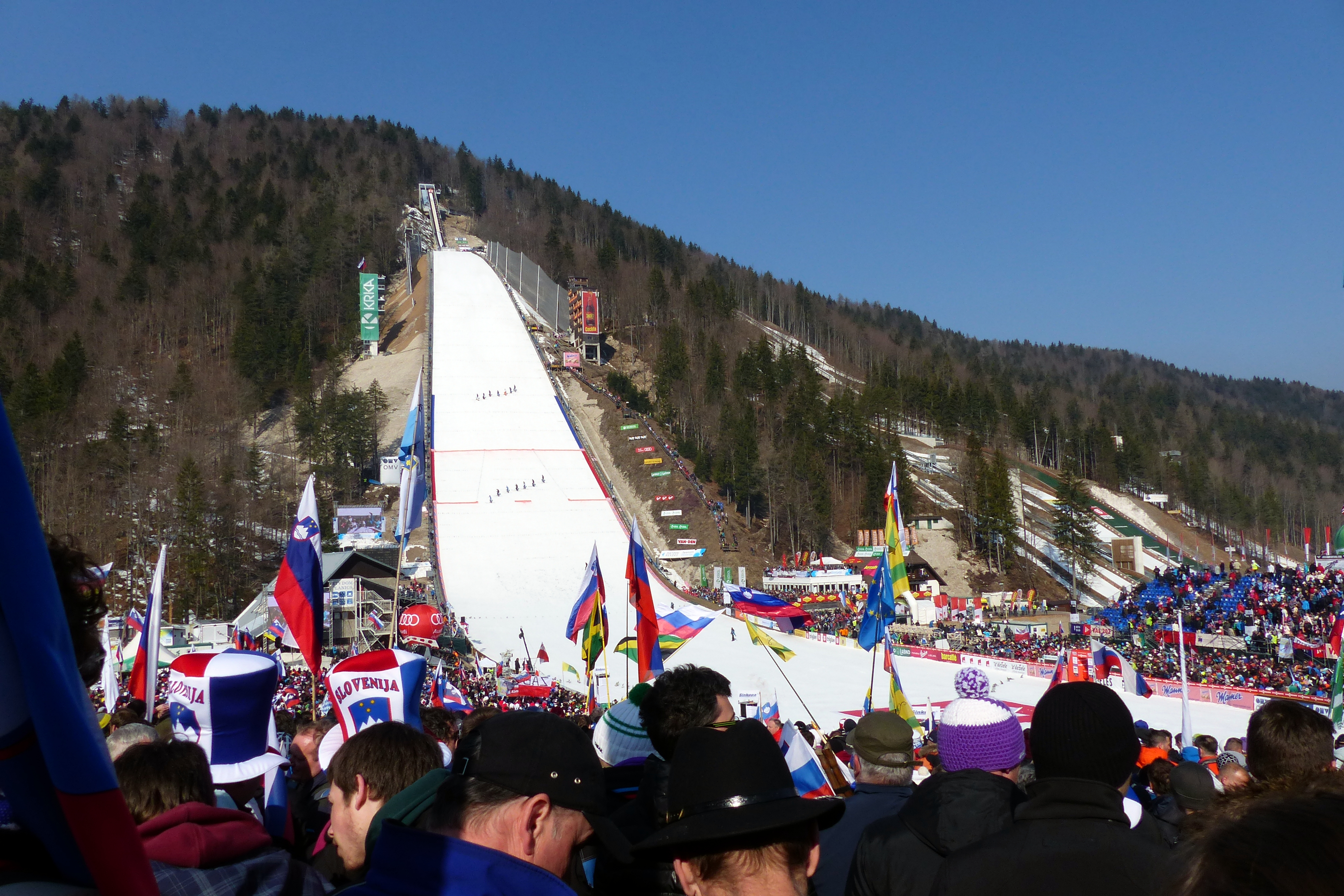
Die Letalnica bratov Gorišek in Planica
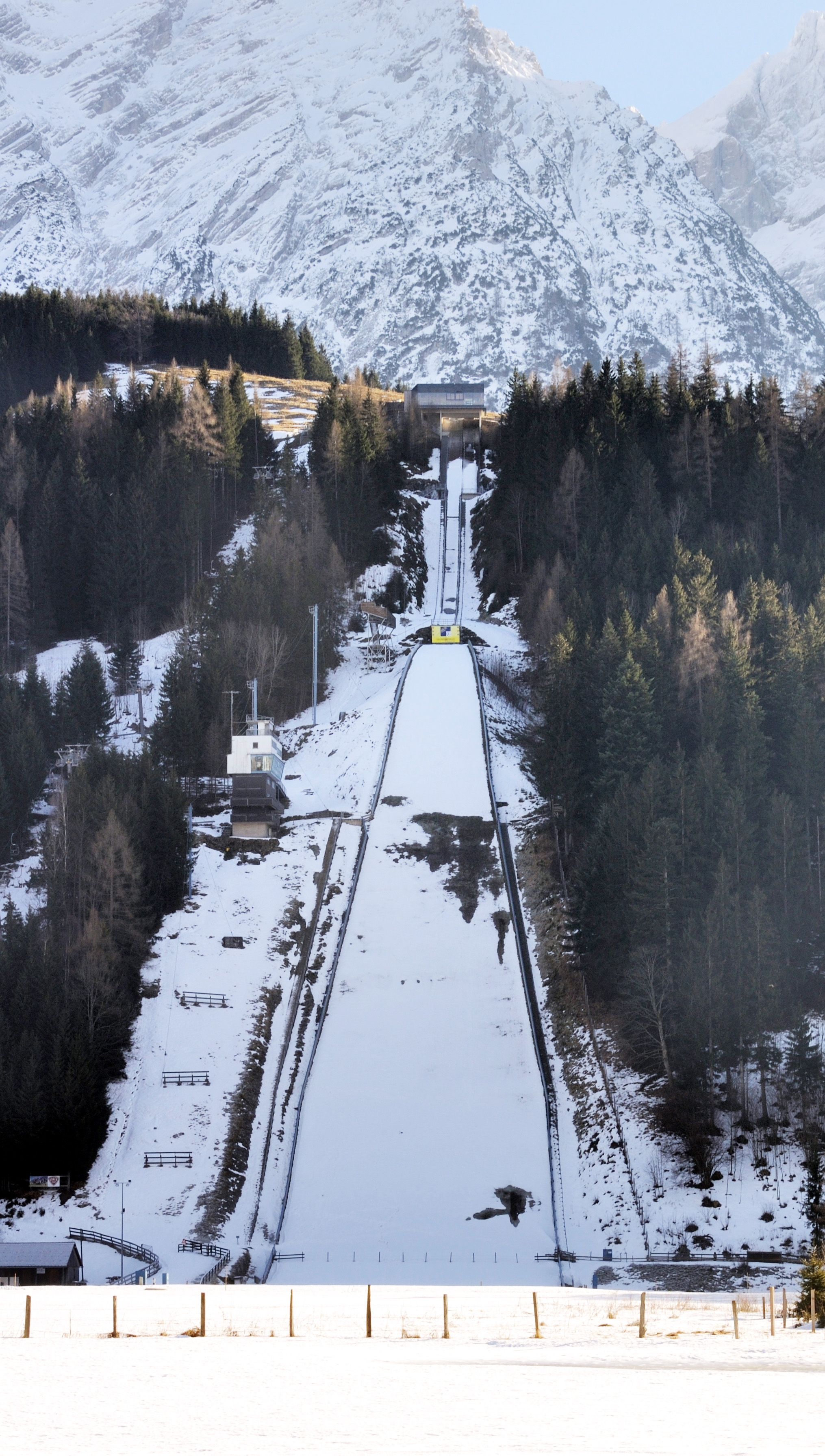
Die Skiflugschanze am Kulm in Tauplitz
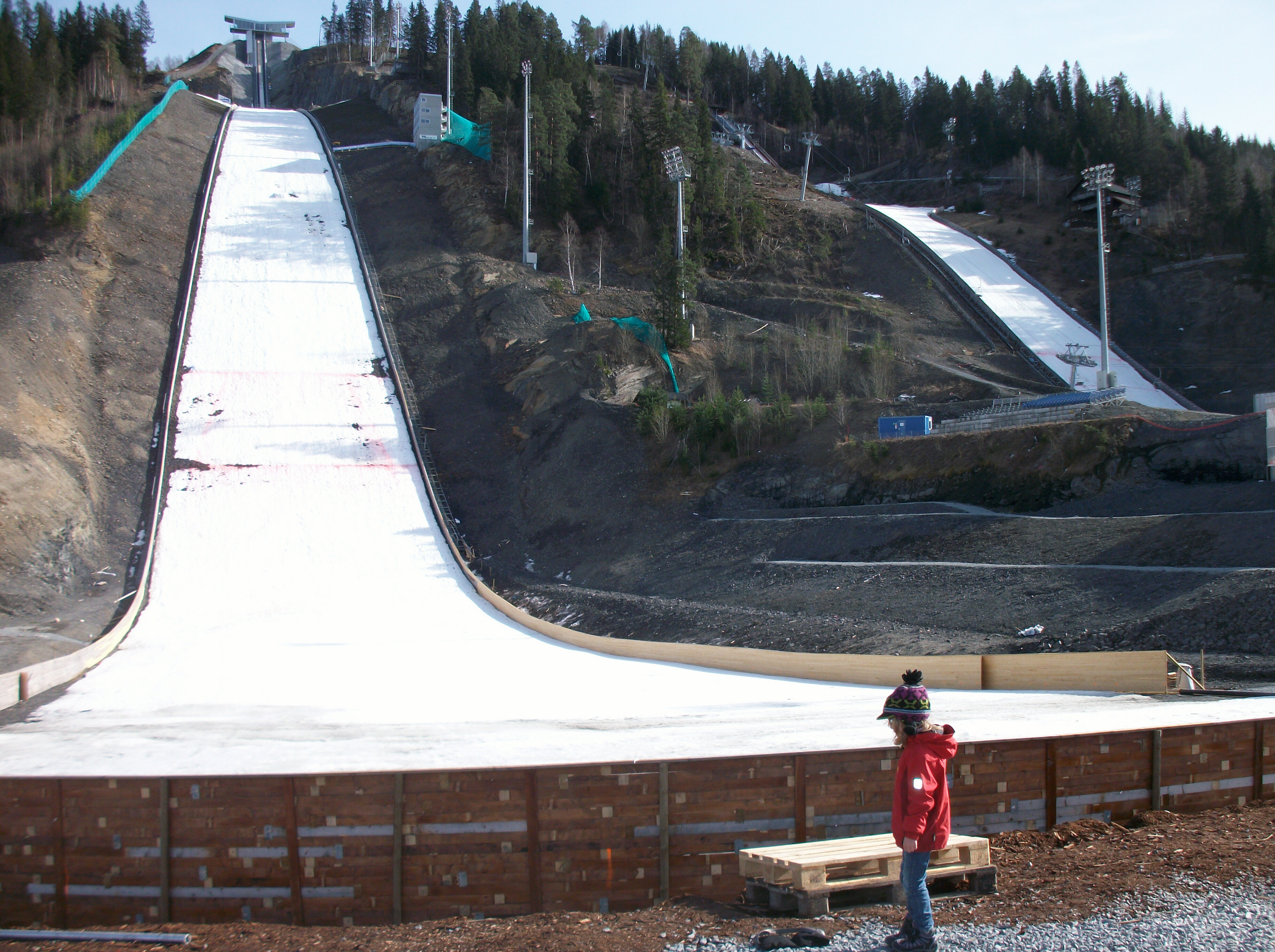
Der Vikersundbakken in Vikersund

## Reglement
Bei Skiflug-Weltmeisterschaften darf jede Nation vier Springer an den Start bringen. Der amtierende Skiflugweltmeister darf zusätzlich zu den vier Springern seines Landes an den Start gehen. Für die Wertung werden im Unterschied zu allen normalen Weltcup-Veranstaltungen die Ergebnisse von vier (statt zwei) Durchgängen zusammengezählt, welche an zwei Tagen durchgeführt werden. Der Teambewerb wird entsprechend einer Weltcupveranstaltung in zwei Durchgängen entschieden.

## Ergebnisse

### Einzelwettbewerbe
| WM                | Gold                  | Silber                | Bronze              |
| ----------------- | --------------------- | --------------------- | ------------------- |
| 1972 – Planica    | Walter Steiner        | Heinz Wosipiwo        | Jiří Raška          |
| 1973 – Oberstdorf | Hans-Georg Aschenbach | Walter Steiner        | Karel Kodejška      |
| 1975 – Kulm       | Karel Kodejška        | Rainer Schmidt        | Karl Schnabl        |
| 1977 – Vikersund  | Walter Steiner        | Anton Innauer         | Henry Glaß          |
| 1979 – Planica    | Armin Kogler          | Axel Zitzmann         | Piotr Fijas         |
| 1981 – Oberstdorf | Jari Puikkonen        | Armin Kogler          | Tom Levorstad       |
| 1983 – Harrachov  | Klaus Ostwald         | Pavel Ploc            | Matti Nykänen       |
| 1985 – Planica    | Matti Nykänen         | Jens Weißflog         | Pavel Ploc          |
| 1986 – Kulm       | Andreas Felder        | Franz Neuländtner     | Matti Nykänen       |
| 1988 – Oberstdorf | Ole Gunnar Fidjestøl  | Primož Ulaga          | Matti Nykänen       |
| 1990 – Vikersund  | Dieter Thoma          | Matti Nykänen         | Jens Weißflog       |
| 1992 – Harrachov  | Noriaki Kasai         | Andreas Goldberger    | Roberto Cecon       |
| 1994 – Planica    | Jaroslav Sakala       | Espen Bredesen        | Roberto Cecon       |
| 1996 – Kulm       | Andreas Goldberger    | Janne Ahonen          | Urban Franc         |
| 1998 – Oberstdorf | Kazuyoshi Funaki      | Sven Hannawald        | Dieter Thoma        |
| 2000 – Vikersund  | Sven Hannawald        | Andreas Widhölzl      | Janne Ahonen        |
| 2002 – Harrachov  | Sven Hannawald        | Martin Schmitt        | Matti Hautamäki     |
| 2004 – Planica    | Roar Ljøkelsøy        | Janne Ahonen          | Tami Kiuru          |
| 2006 – Kulm       | Roar Ljøkelsøy        | Andreas Widhölzl      | Thomas Morgenstern  |
| 2008 – Oberstdorf | Gregor Schlierenzauer | Martin Koch           | Janne Ahonen        |
| 2010 – Planica    | Simon Ammann          | Gregor Schlierenzauer | Anders Jacobsen     |
| 2012 – Vikersund  | Robert Kranjec        | Rune Velta            | Martin Koch         |
| 2014 – Harrachov  | Severin Freund        | Anders Bardal         | Peter Prevc         |
| 2016 – Kulm       | Peter Prevc           | Kenneth Gangnes       | Stefan Kraft        |
| 2018 – Oberstdorf | Daniel-André Tande    | Kamil Stoch           | Richard Freitag     |
| 2020 – Planica    | Karl Geiger           | Halvor Egner Granerud | Markus Eisenbichler |
| 2022 – Vikersund  | Marius Lindvik        | Timi Zajc             | Stefan Kraft        |
| 2024 – Kulm       | Stefan Kraft          | Andreas Wellinger     | Timi Zajc           |
| 2026 – Oberstdorf |                       |                       |                     |
| 2028 – Planica    |                       |                       |                     |

### Mannschaftswettbewerbe
| WM                | Gold                                                                                   | Silber                                                                        | Bronze                                                                               |
| ----------------- | -------------------------------------------------------------------------------------- | ----------------------------------------------------------------------------- | ------------------------------------------------------------------------------------ |
| 2004 – Planica    | NorwegenRoar Ljøkelsøy Sigurd Pettersen Bjørn Einar Romøren Tommy Ingebrigtsen         | FinnlandTami Kiuru Veli-Matti Lindström Matti Hautamäki Janne Ahonen          | ÖsterreichThomas Morgenstern Andreas Goldberger Andreas Widhölzl Wolfgang Loitzl     |
| 2006 – Kulm       | NorwegenBjørn Einar Romøren Lars Bystøl Tommy Ingebrigtsen Roar Ljøkelsøy              | FinnlandJanne Happonen Tami Kiuru Matti Hautamäki Janne Ahonen                | DeutschlandMichael Neumayer Georg Späth Alexander Herr Michael Uhrmann               |
| 2008 – Oberstdorf | ÖsterreichMartin Koch Thomas Morgenstern Andreas Kofler Gregor Schlierenzauer          | FinnlandJanne Happonen Harri Olli Matti Hautamäki Janne Ahonen                | NorwegenBjørn Einar Romøren Anders Bardal Tom Hilde Anders Jacobsen                  |
| 2010 – Planica    | ÖsterreichWolfgang Loitzl Thomas Morgenstern Martin Koch Gregor Schlierenzauer         | NorwegenAnders Jacobsen Anders Bardal Johan Remen Evensen Bjørn Einar Romøren | FinnlandJanne Happonen Olli Muotka Matti Hautamäki Harri Olli                        |
| 2012 – Vikersund  | ÖsterreichThomas Morgenstern Andreas Kofler Gregor Schlierenzauer Martin Koch          | DeutschlandAndreas Wank Richard Freitag Maximilian Mechler Severin Freund     | SlowenienJernej Damjan Jurij Tepeš Jure Šinkovec Robert Kranjec                      |
| 2014 – Harrachov  | Wettkampf wegen starken Windes abgesagt                                                | Wettkampf wegen starken Windes abgesagt                                       | Wettkampf wegen starken Windes abgesagt                                              |
| 2016 – Kulm       | NorwegenAnders Fannemel Johann André Forfang Daniel-André Tande Kenneth Gangnes        | DeutschlandAndreas Wellinger Stephan Leyhe Richard Freitag Severin Freund     | ÖsterreichStefan Kraft Manuel Poppinger Manuel Fettner Michael Hayböck               |
| 2018 – Oberstdorf | NorwegenRobert Johansson Andreas Stjernen Johann André Forfang Daniel-André Tande      | SlowenienJernej Damjan Anže Semenič Domen Prevc Peter Prevc                   | PolenPiotr Żyła Stefan Hula Dawid Kubacki Kamil Stoch                                |
| 2020 – Planica    | NorwegenDaniel-André Tande Johann André Forfang Robert Johansson Halvor Egner Granerud | DeutschlandConstantin Schmid Pius Paschke Markus Eisenbichler Karl Geiger     | PolenPiotr Żyła Andrzej Stękała Kamil Stoch Dawid Kubacki                            |
| 2022 – Vikersund  | SlowenienDomen Prevc Peter Prevc Timi Zajc Anže Lanišek                                | DeutschlandSeverin Freund Andreas Wellinger Markus Eisenbichler Karl Geiger   | NorwegenJohann André Forfang Daniel-André Tande Halvor Egner Granerud Marius Lindvik |
| 2024 – Kulm       | SlowenienLovro Kos Peter Prevc Domen Prevc Timi Zajc                                   | ÖsterreichMichael Hayböck Manuel Fettner Jan Hörl Stefan Kraft                | DeutschlandPius Paschke Karl Geiger Stephan Leyhe Andreas Wellinger                  |
| 2026 – Oberstdorf |                                                                                        |                                                                               |                                                                                      |
| 2028 – Planica    |                                                                                        |                                                                               |                                                                                      |

## Medaillenspiegel
Stand nach dem der Skiflug-Weltmeisterschaft 2024 am Kulm

### Einzel- & Mannschaftswettbewerbe
- Platzierung: Reihenfolge der Athleten. Diese wird durch die Anzahl der Goldmedaillen bestimmt. Bei gleicher Anzahl werden die Silbermedaillen, dann die Bronzemedaillen und zum Schluss die gewonnenen Einzelgoldmedaillen verglichen.
- Name: Name des Athleten.
- Land: Das Land, für das der Athlet startete. Bei einem Wechsel der Nationalität wird das Land genannt, für das der Athlet die letzte Medaille erzielte.
- Von: Das Jahr, in dem der Athlet die erste Medaille gewonnen hat.
- Bis: Das Jahr, in dem der Athlet die letzte Medaille gewonnen hat.
- Gold: Anzahl der gewonnenen Goldmedaillen.
- Einzelgold: Anzahl der gewonnenen Goldmedaillen, die in einer Individualdisziplin gewonnen wurden.
- Silber: Anzahl der gewonnenen Silbermedaillen.
- Bronze: Anzahl der gewonnenen Bronzemedaillen.
- Gesamt: Anzahl aller gewonnenen Medaillen.

Es werden nur Athleten und Athletinnen mit mindestens einer Goldmedaille tabellarisch aufgeführt. (Fettschrift: noch aktive Sportler)
| Platz | Name                  | Land             | Von  | Bis  | Gold | davon Einzel- gold | Silber | Bronze | Gesamt |
| ----- | --------------------- | ---------------- | ---- | ---- | ---- | ------------------ | ------ | ------ | ------ |
| 1.    | Gregor Schlierenzauer | Österreich       | 2008 | 2012 | 4    | 1                  | 1      | –      | 5      |
| 2.    | Daniel-André Tande    | Norwegen         | 2016 | 2022 | 4    | 1                  | –      | 1      | 5      |
| 3.    | Roar Ljøkelsøy        | Norwegen         | 2004 | 2006 | 4    | 2                  | –      | –      | 4      |
| 4.    | Peter Prevc           | Slowenien        | 2014 | 2024 | 3    | 1                  | 1      | 1      | 5      |
| 5.    | Martin Koch           | Österreich       | 2008 | 2012 | 3    | –                  | 1      | 1      | 5      |
| 6.    | Thomas Morgenstern    | Österreich       | 2004 | 2012 | 3    | –                  | –      | 2      | 5      |
| 7.    | Johann André Forfang  | Norwegen         | 2016 | 2022 | 3    | –                  | –      | 1      | 4      |
| 8.    | Bjørn Einar Romøren   | Norwegen         | 2004 | 2010 | 2    | –                  | 1      | 1      | 4      |
| 8.    | Timi Zajc             | Slowenien        | 2018 | 2024 | 2    | –                  | 1      | 1      | 4      |
| 10.   | Sven Hannawald        | Deutschland      | 1998 | 2002 | 2    | 2                  | 1      | –      | 3      |
| 10.   | Walter Steiner        | Schweiz          | 1972 | 1977 | 2    | 2                  | 1      | –      | 3      |
| 12.   | Domen Prevc           | Slowenien        | 2018 | 2024 | 2    | –                  | 1      | –      | 3      |
| 13.   | Tommy Ingebrigtsen    | Norwegen         | 2004 | 2006 | 2    | –                  | –      | –      | 2      |
| 13.   | Robert Johansson      | Norwegen         | 2018 | 2020 | 2    | –                  | –      | –      | 2      |
| 13.   | Andreas Kofler        | Österreich       | 2008 | 2012 | 2    | –                  | –      | –      | 2      |
| 16.   | Severin Freund        | Deutschland      | 2012 | 2022 | 1    | 1                  | 3      | –      | 4      |
| 17.   | Karl Geiger           | Deutschland      | 2020 | 2024 | 1    | 1                  | 2      | 1      | 4      |
| 18.   | Stefan Kraft          | Österreich       | 2016 | 2024 | 1    | 1                  | 1      | 3      | 5      |
| 18.   | Matti Nykänen         | Finnland         | 1983 | 1990 | 1    | 1                  | 1      | 3      | 5      |
| 20.   | Andreas Goldberger    | Österreich       | 1992 | 2004 | 1    | 1                  | 1      | 1      | 3      |
| 21.   | Halvor Egner Granerud | Norwegen         | 2020 | 2022 | 1    | –                  | 1      | 1      | 3      |
| 22.   | Armin Kogler          | Österreich       | 1979 | 1981 | 1    | 1                  | 1      | –      | 2      |
| 23.   | Kenneth Gangnes       | Norwegen         | 2016 | 2016 | 1    | –                  | 1      | –      | 2      |
| 24.   | Karel Kodejška        | Tschechoslowakei | 1973 | 1975 | 1    | 1                  | –      | 1      | 2      |
| 24.   | Robert Kranjec        | Slowenien        | 2012 | 2012 | 1    | 1                  | –      | 1      | 2      |
| 24.   | Marius Lindvik        | Norwegen         | 2022 | 2022 | 1    | 1                  | –      | 1      | 2      |
| 24.   | Dieter Thoma          | Deutschland      | 1990 | 1998 | 1    | 1                  | –      | 1      | 2      |
| 28.   | Wolfgang Loitzl       | Österreich       | 2004 | 2010 | 1    | –                  | –      | 1      | 2      |
| 29.   | Simon Ammann          | Schweiz          | 2010 | 2010 | 1    | 1                  | –      | –      | 1      |
| 29.   | Hans-Georg Aschenbach | DDR              | 1973 | 1973 | 1    | 1                  | –      | –      | 1      |
| 29.   | Andreas Felder        | Österreich       | 1986 | 1986 | 1    | 1                  | –      | –      | 1      |
| 29.   | Ole Gunnar Fidjestøl  | Norwegen         | 1988 | 1988 | 1    | 1                  | –      | –      | 1      |
| 29.   | Kazuyoshi Funaki      | Japan            | 1998 | 1998 | 1    | 1                  | –      | –      | 1      |
| 29.   | Noriaki Kasai         | Japan            | 1992 | 1992 | 1    | 1                  | –      | –      | 1      |
| 29.   | Klaus Ostwald         | DDR              | 1983 | 1983 | 1    | 1                  | –      | –      | 1      |
| 29.   | Jari Puikkonen        | Finnland         | 1981 | 1981 | 1    | 1                  | –      | –      | 1      |
| 29.   | Jaroslav Sakala       | Tschechoslowakei | 1994 | 1994 | 1    | 1                  | –      | –      | 1      |
| 38.   | Lars Bystøl           | Norwegen         | 2006 | 2006 | 1    | –                  | –      | –      | 1      |
| 38.   | Anders Fannemel       | Norwegen         | 2016 | 2016 | 1    | –                  | –      | –      | 1      |
| 38.   | Lovro Kos             | Slowenien        | 2024 | 2024 | 1    | –                  | –      | –      | 1      |
| 38.   | Anže Lanišek          | Slowenien        | 2022 | 2022 | 1    | –                  | –      | –      | 1      |
| 38.   | Sigurd Pettersen      | Norwegen         | 2004 | 2004 | 1    | –                  | –      | –      | 1      |
| 38.   | Andreas Stjernen      | Norwegen         | 2018 | 2018 | 1    | –                  | –      | –      | 1      |

### Nationenwertungen
- Platzierung: Gibt die Reihenfolge der Nationen wieder. Diese wird durch die Anzahl der Goldmedaillen bestimmt. Bei gleicher Anzahl werden die Silbermedaillen verglichen und zum Schluss die Anzahl der gewonnenen Bronzemedaillen.
- Land: Nennt den Namen der Nation.
- Gold: Nennt die Anzahl der gewonnenen Goldmedaillen. Es wird nicht zwischen Einzel- und Teamgold unterschieden.
- Silber: Nennt die Anzahl der gewonnenen Silbermedaillen. Es wird nicht zwischen Einzel- und Teamsilber unterschieden.
- Bronze: Nennt die Anzahl der gewonnenen Bronzemedaillen. Es wird nicht zwischen Einzel- und Teambronze unterschieden.
- Gesamt: Nennt die Anzahl aller gewonnenen Medaillen einer Nation. Hierbei gehen alle Einzelmedaillen und alle Teammedaillen ein.

#### Gesamt
Stand: 28. Januar 2024
| Platz | Land        | Gold | Silber | Bronze | Gesamt |
| ----- | ----------- | ---- | ------ | ------ | ------ |
| 1.    | Norwegen    | 10   | 6      | 4      | 20     |
| 2.    | Österreich  | 8    | 9      | 7      | 24     |
| 3.    | Deutschland | 5    | 7      | 5      | 17     |
| 4.    | Slowenien   | 4    | 2      | 4      | 10     |
| 5.    | Schweiz     | 3    | 1      | –      | 4      |
| 6.    | Finnland    | 2    | 6      | 8      | 16     |
| 7.    | DDR         | 2    | 4      | 2      | 8      |
| 8.    | Tschechien  | 2    | 1      | 3      | 6      |
| 9.    | Japan       | 2    | –      | –      | 2      |
| 10.   | Polen       | –    | 1      | 3      | 4      |
| 11.   | Jugoslawien | –    | 1      | –      | 1      |
| 12.   | Italien     | –    | –      | 2      | 2      |

### Einzelwettbewerbe
| Platz | Land             | Gold | Silber | Bronze | Gesamt |
| ----- | ---------------- | ---- | ------ | ------ | ------ |
| 1.    | Österreich       | 5    | 8      | 5      | 18     |
| 2.    | Norwegen         | 5    | 5      | 2      | 12     |
| 3.    | Deutschland      | 5    | 3      | 3      | 11     |
| 4.    | Schweiz          | 3    | 1      | –      | 4      |
| 5.    | DDR              | 2    | 4      | 2      | 8      |
| 6.    | Finnland         | 2    | 3      | 7      | 12     |
| 7.    | Tschechoslowakei | 2    | 1      | 3      | 6      |
| 7.    | Slowenien        | 2    | 1      | 3      | 6      |
| 9.    | Japan            | 2    | –      | –      | 2      |
| 10.   | Polen            | –    | 1      | 1      | 2      |
| 11.   | Jugoslawien      | –    | 1      | –      | 1      |
| 12.   | Italien          | –    | –      | 2      | 2      |

### Mannschaftswettbewerbe
| Platz | Land        | Gold | Silber | Bronze | Gesamt |
| ----- | ----------- | ---- | ------ | ------ | ------ |
| 1.    | Norwegen    | 5    | 1      | 2      | 8      |
| 2.    | Österreich  | 3    | 1      | 2      | 6      |
| 3.    | Slowenien   | 2    | 1      | 1      | 4      |
| 4.    | Deutschland | –    | 4      | 2      | 6      |
| 5.    | Finnland    | –    | 3      | 1      | 4      |
| 6.    | Polen       | –    | –      | 2      | 2      |